# Bastarden (film fra 2023)
 For alternative betydninger, se Bastarden. (Se også artikler, som begynder med Bastarden)
Bastarden er en dansk spillefilm instrueret af Nikolaj Arcel med manuskript af Arcel og Anders Thomas Jensen efter Ida Jessens roman Kaptajnen og Ann Barbara.
Filmen havde premiere den 4. oktober 2023.
Filmen modtog i 2024 en Robert for årets danske spillefilm og en Bodilpris for årets bedste danske film. For sin hovedrolle i filmen modtog Mads Mikkelsen tilsvarende en Robert og en Bodil for bedste mandlige skuespiller. Rasmus Videbæk var fotograf på filmen og modtog Bodilprisen for bedste fotograf.
Filmen blev ud over som film udsendt som en miniserie i tre dele, der blev vist på TV 2 omkring jul og nytår 2024-2025.

## Medvirkende
- Mads Mikkelsen - kaptajn Ludvig von Kahlen
- Amanda Collin som Ann Barbara
- Laura Bilgrau Eskild-Jensen som Anmai Mus
- Melina Hagberg som Anmai Mus (som barn)
- Simon Bennebjerg som Frederik de Schinkel
- Kristine Kujath Thorp som Edel Helene
- Gustav Lindh som Anton Eklund
- Morten Hee Andersen som Johannes Eriksen
- Thomas W. Gabrielsson som Bondo
- Magnus Krepper som Hector
- Søren Malling som Paulli
- Morten Burian som Lauenfeldt
- Jacob Lohmann som Trappaud
- Olaf Højgaard som Preisler
- Felix Kramer[4]